# Gustavo Montalvo
Gustavo Adolfo Montalvo Franco (nacido en San José de las Matas, Santiago) el 2 de julio de 1951 es un sociólogo y político dominicano. Durante los dos mandatos de Danilo Medina (2012-2020) se desempeñó como ministro de la Presidencia de la República Dominicana.
Es miembro del Comité Central del Partido de la Liberación Dominicana (PLD) y ha servido desde distintos puestos en la administración pública para los gobiernos del PLD.

## Biografía
Gustavo Adolfo Montalvo Franco es un sociólogo y político dominicano. Nació el 2 de julio de 1951 en San José de las Matas, Santiago, República Dominicana. Es hijo de Francisco Javier Montalvo Herrera y de Luisa Dolores Amada Franco.
Hizo sus estudios primarios y básicos en el colegio De la Salle en Santiago. Obtuvo una licenciatura en sociología en la Universidad Autónoma de Santo Domingo (UASD). Posteriormente estudiaría Comercio exterior y economía internacional en la Universidad de Barcelona así como estudios especializados en América Latina mención Economía en la Université de la Sorbonne Nouvelle, Paris III Francia.
Ha participado numerosas de conferencias, seminarios, talleres y misiones oficiales en distintos países.

## Carrera política
Es miembro del Comité Central del Partido de la Liberación Dominicana (PLD). 
Tiene vasta experiencia en procesos de reformas en general, dentro de lo que se destaca: Comisionado responsable de supervisar los procesos de reforma de las empresas de la Corporación Dominicana de Empresas Estatales (CORDE) y los hoteles propiedad del Estado, supervisar las labores de la Unidad Técnica Laboral y las áreas administrativas y de control interno de la Comisión de Reforma de la Empresa Pública.
Fue Coordinador Nacional del Proyecto de Reforma de la Presidencia de la República, auspiciado por el PNUD; Coordinador del Proyecto de Racionalización del Poder Ejecutivo con el apoyo del Banco Interamericano de Desarrollo; Asesoría contratada por el PNUD en la Privatización de la República de Georgia, entre otros. 
Se desempeñó luego como el primer Director de la Unidad Técnica de la Comisión Nacional de Ética y Combate a la Corrupción de la República Dominicana, de la que renunció en agosto del año 2005 y Director Ejecutivo del Proyecto de Reforma y Modernización del Poder Ejecutivo (PRO-Reforma) con el siguiente mensaje público:

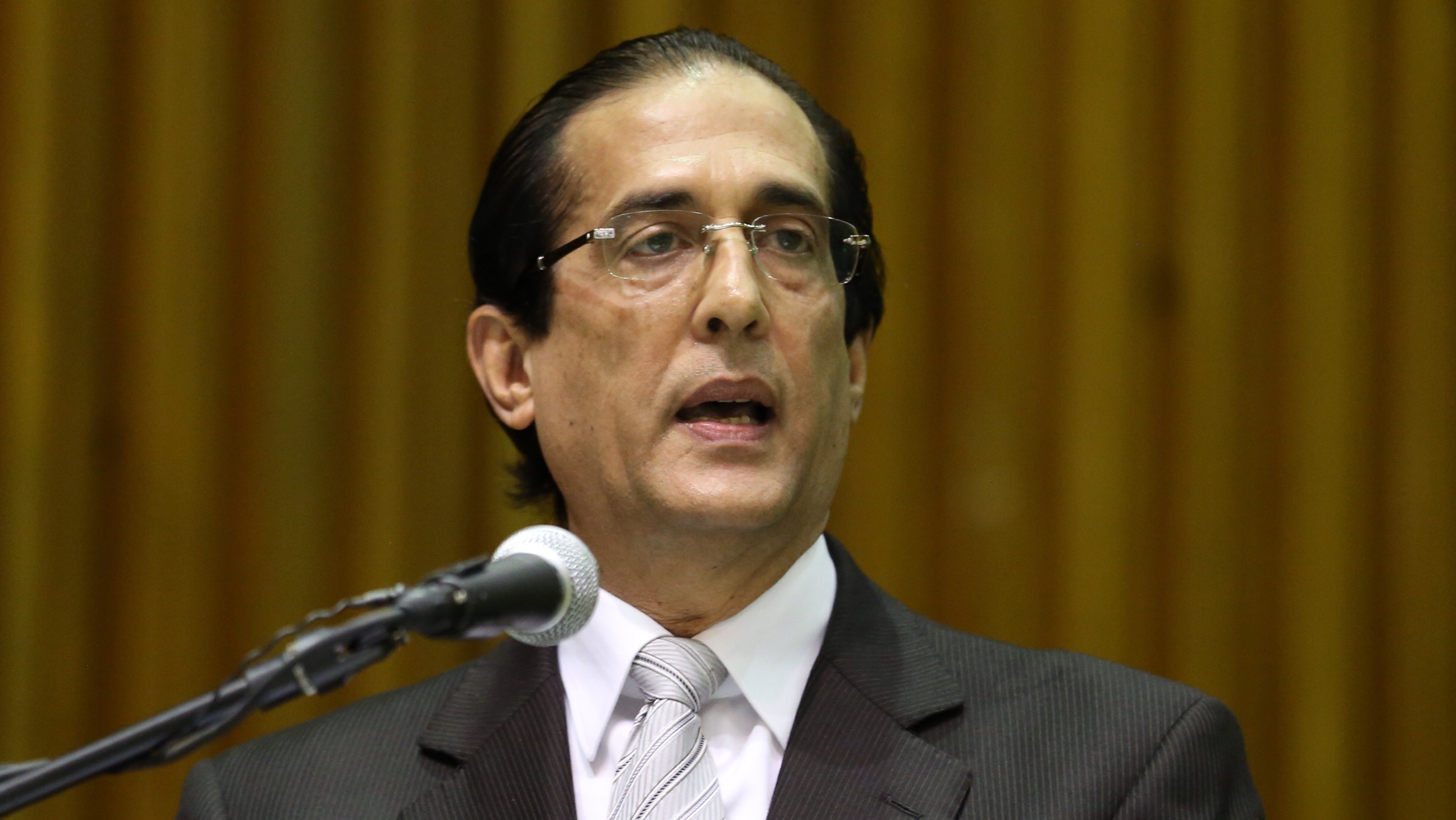
Gustavo Montalvo habla a la prensa en Santo Domingo

"Estimados: Por este medio informo de mi renuncia a mi condición de Director Ejecutivo de Pro-reforma, Coordinación nacional del proyecto de Modernización y Reforma de la Presidencia de la República, de Coordinador Técnico de la Comisión Nacional de Ética y Combate a la Corrupción y enlace del Secretariado Técnico con el Consejo Nacional de Competitividad. Mi renuncia está fundamentada por desacuerdo con decisiones presidenciales que, a mi juicio, vulneran la institucionalidad y principios innegociables. Para mí ha sido una gran satisfacción laborar junto a ustedes por su alto espíritu de servicio y profesionalidad. Les deseo seguir luchando por un mejor país donde imperen la institucionalidad, los principios y los valores democráticos. Saludos Cordiales, Gustavo Montalvo" 

### Campaña electoral 2012

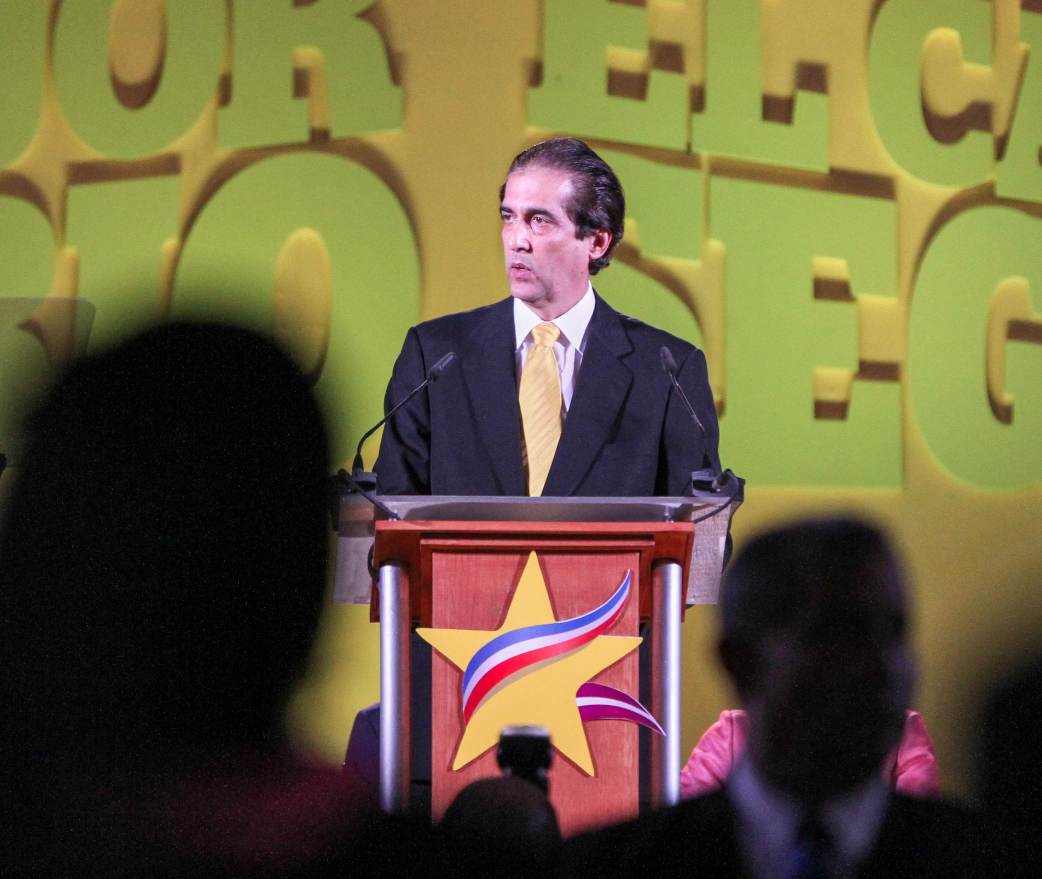
Gustavo Montalvo presenta el Plan de Gobierno de Danilo Medina el 11 de abril de 2012 en un hotel de Santo Domingo

Durante la campaña electoral para las elecciones presidenciales de mayo de 2012 fue el encargado del equipo técnico de Danilo Medina y responsable de la elaboración del Plan de Gobierno para el período constitucional 2012-2016. 
Tras el triunfo electoral el 20 de mayo de 2012, fue designado por el presidente Electo Danilo Medina como Presidente de la Comisión de Transición junto a sus compañeros de partido Rubén Bichara, Carlos Amarante Baret, César Prieto y el senador de San Cristóbal, Tommy Galán. La contraparte por el gobierno saliente del Presidente Leonel Fernández estaba conformada por César Pina Toribio, y los también ministros Juan Temístocles Montás, Daniel Toribio y Luis Manuel Bonetti, de Economía, de Hacienda y Administrativo, respectivamente; así como el contralor general de la República, Simón Lizardo.

### Ministro de la Presidencia
El 16 de agosto de 2012, mediante decreto 454-12 fue designado ministro de la Presidencia por el presidente dominicano Danilo Medina.
Como ministro de la Presidencia, Gustavo Montalvo, lleva a cabo las principales responsabilidades que el presidente de la República delega como autoridad máxima del Poder Ejecutivo.
Sus funciones equivalían o se asemejaban a las de un primer ministro, y jugó un papel de primer orden en las políticas, proyectos programáticos y acciones desarrolladas por el gobierno del Presidente Medina.

#### Renegociación con Barrick Gold

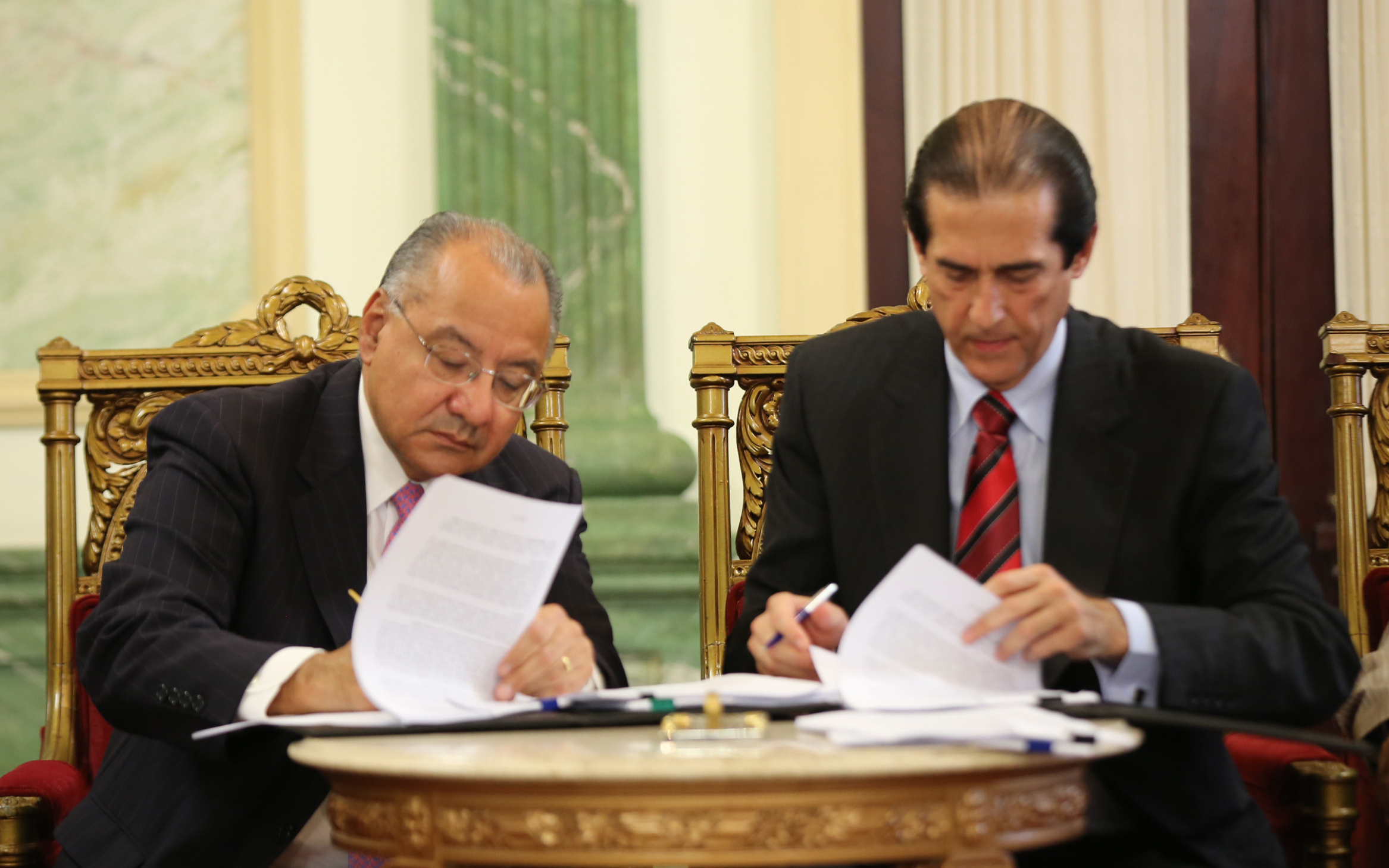
El ministro de la Presidencia Gustavo Montalvo firma el acuerdo de renegociación del contrato con el representante de la Barrick Gold Corporation

Fue el principal protagonista en las exitosas negociaciones entre el Estado y la empresa minera Barrick Gold Corporation, de cuyo proceso resultó un acuerdo en el que se logró un aumento significativo en los montos que recibirá el Estado por concepto de impuestos durante la vida del proyecto de explotación de la mina Pueblo Viejo, en Cotuí. A un precio promedio del oro de 1,600 dólares la onza, el Estado terminará recibiendo unos US$11,615 millones, monto que equivale al 51.3% del total de los beneficios durante la vida del proyecto. Antes de la firma del acuerdo, ese porcentaje era el 37.1%.

#### Diálogo Binacional
Tras la situación internacional generada por los posibles efectos de la controversial sentencia TC/168-13 del Tribunal Constitucional (TC) el gobierno de la República Dominicana inició un proceso de diálogo con la República de Haití y con la participación de organismos internacionales como observadores.
Venezuela
El día 19 de noviembre de 2013 una delegación del gobierno dominicano se trasladó a Caracas Venezuela para un encuentro con representantes del gobierno de Haití. La comitiva de la República Dominicana estuvo conformada por el ministro de la Presidencia Gustavo Montalvo, el ministro de Interior y Policía, José Ramón Fadul, el consultor Jurídico del Poder Ejecutivo, Dr. César Pina Toribio, la vicecanciller Alejandra Liriano, el ministro de Integración Miguel Mejía, y el presidente de la Junta Central Electoral Roberto Rosario. Por la República de Haití participaron el canciller Pierre Richard Casimir, el embajador de Haití en República Dominicana Fritz Cineas, el embajador itinerante Ruben Lamothe, el director de Asuntos jurídicos de la Cancillería haitiana Jean Claudy Pierre, el consejero del primer ministro Guy William, y el consultor del gabinete de la cancillería Guy Alexandre.
Los Gobiernos de la República Dominicana y de la República de Haití firmaron un acuerdo de tres puntos que prioriza el diálogo antes de cualquier otra vía para la resolución de cualquier situación relacionada con las personas afectadas por la sentencia 168.
Igualmente, reafirmaron su voluntad de avanzar las medidas que fueren necesarias para garantizar el respeto a los derechos de estas personas.
Ambos países agradecieron la labor de facilitación provista por las autoridades de la República Bolivariana de Venezuela, que permitió la firma de este acuerdo.
Juana Méndez
Representantes de los gobiernos de la República de Haití y de República Dominicana efectuaron el 7 de enero de 2014  la primera reunión conjunta en la ciudad fronteriza de Ouanaminthe (Juana Méndez) como continuación al diálogo reiniciado por los presidentes Danilo Medina y Michel Martelly en la hermana República Bolivariana de Venezuela durante la segunda reunión especial de la Cumbre ALBA- Petrocaribe. Ambos países coincidieron en calificar como “histórico” el diálogo franco que mantuvieron y los avances logrados en la búsqueda de soluciones conjuntas. En dicho encuentro se definió la metodología de trabajo y la programación de los temas que serían tratados en las futuras reuniones, encaminadas a avanzar en la agenda conjunta de ambas naciones. Se acordó también que las reuniones ordinarias se efectuarán los primeros lunes de cada mes, alternando las sedes en cada país.
Jimaní
El segundo encuentro, el 3 de febrero de 2014, consolidó el buen momento de las relaciones entre ambos países y su voluntad de profundizar la colaboración en temas prioritarios de la agenda binacional.
Los representantes de ambas delegaciones reconocieron y valoraron positivamente los progresos  logrados, así como la buena disposición de los comisionados. El encuentro contó con la presencia de representantes internacionales, entre los que destacó el Canciller de Venezuela, Elías Jaua, a quienes ambos países agradecieron su labor de acompañamiento.
La agenda bilateral tratada giró en torno a las medidas acordadas en materia de aduanas, sector agropecuario, seguridad, migración y medioambiente. Los países firmaron acuerdos entre las instituciones aduaneras, de agricultura, de migración, de medioambiente y de lucha contra el narcotráfico.
Asimismo, ambas partes acordaron un Plan de Cooperación entre sus respectivas Policías Nacionales. El plan de cooperación consta de seis pilares básicos, entre ellos: formación, intercambio de información de inteligencia, investigación criminal, búsqueda y captura de prófugos y operaciones conjuntas.
De la misma forma, se procedió a la firma de un acuerdo interinstitucional entre la Dirección Nacional de Control de Drogas (DNCD) y la Policía Nacional Haitiana,  para contrarrestar el tráfico de drogas.
Al abordar el tema migratorio, la representación dominicana dio a conocer tres avances en este tema:
1. Detalles de la puesta en marcha del "Plan nacional de regularización de extranjeros";
2. Entrada en vigencia de un nuevo tipo de visado para los trabajadores; y
3. Resultados de la revisión de la normativa y práctica que regula a los estudiantes haitianos, incluyendo la gratuidad de la visa y la libertad de entrada y salida sin ningún costo adicional.
La República Dominicana confirmó su intención de enviar al Congreso Nacional, al comienzo de la nueva legislatura, una ley especial para atender la situación de aquellas personas nacidas en territorio dominicano y que en la actualidad no poseen ningún tipo de documentación. Por su parte, el gobierno haitiano reafirmó su compromiso de agilizar la emisión de pasaportes y registro civil a sus nacionales, tanto en puestos fronterizos como en los consulados en la República Dominicana.
Ambos países se mostraron especialmente satisfechos por haber alcanzado por primera vez un acuerdo que permitirá la coordinación e intercambio de información entre ambas autoridades aduaneras y la interconexión de los sistemas SIGA-SYDONIA.
El último tema sujeto a conversaciones fue el medioambiente. En este asunto también se firmó un protocolo de entendimiento para reiterar formalmente el compromiso de los dos países en la protección de los recursos naturales.
Por otra parte, ambos gobiernos decidieron fomentar la comunicación y reflexión conjunta de la ciudadanía por medio del establecimiento de un observatorio binacional que contará con la financiación de la Unión Europea, compuesto por universidades y organizaciones de la sociedad civil de ambos países como espacio de investigación, análisis y participación en los mecanismos de diálogo entre ambas naciones, tales como la Comisión Mixta Bilateral.
Respecto de la Comisión Mixta Bilateral, ambas partes reconocieron la necesidad de que juegue un rol protagónico en la implementación y seguimiento de los aspectos acordados, reuniéndose periódicamente y produciendo los insumos necesarios para las reuniones subsiguientes de alto nivel.
La principal novedad del encuentro fue la incorporación de representantes del sector privado de ambos países, que alcanzaron importantes acuerdos. Ambos países celebraron esta participación, como muestra de la profundización del diálogo entre los distintos sectores binacionales.
Juan Dolio

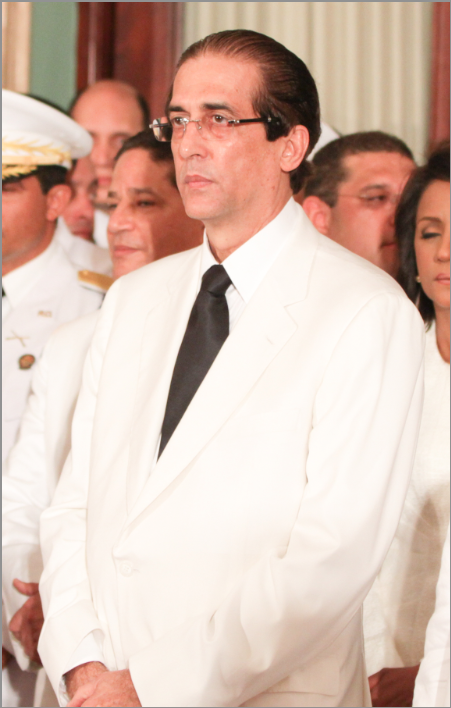
El ministro de la Presidencia Gustavo Montalvo tras ser juramentado

La ciudad de Juan Dolio acogió el tercer encuentro del Diálogo Bilateral de Alto Nivel entre la República Dominicana y Haití, el 10 de julio de 2014. Durante la sesión de trabajo, los representantes de ambos países avanzaron un nuevo acuerdo en materia de comercio, al tiempo que hicieron balance de las metas logradas hasta ahora en diferentes áreas y establecieron los próximos pasos de la agenda bilateral.
El ministro de la Presidencia, Gustavo Montalvo, encabezó la delegación dominicana, mientras que al frente de la haitiana estuvo su primer ministro, Laurent Lamothe.
En su intervención inaugural, el ministro Montalvo afirmó: “No creo estar exagerando si digo que en estos siete meses de conversaciones nuestras relaciones bilaterales han avanzado más que en los últimos 50 años”.
En materia de migración, el ministro de la Presidencia destacó que “nuestro objetivo desde el primer día ha sido hacer valer, de una vez por todas, la ley y el Estado de Derecho en el conjunto de nuestro territorio; de la misma manera que el gobierno haitiano tiene el derecho y el deber de preservarlos en el suyo.”
Para ello la República Dominicana ha llevado a cabo dos iniciativas de profundo alcance: la puesta en marcha del plan de regularización para extranjeros y la promulgación de la ley 169-14, que pronto contará con su reglamento de implementación.
“Si hablamos de soberanía nacional, este conjunto de iniciativas para la identificación, regularización y ordenamiento migratorio constituyen, en la práctica, la mayor defensa de la soberanía dominicana que se haya llevado a cabo en toda nuestra historia. Porque nada contribuye más a salvaguardar nuestra patria que el fortalecimiento de nuestras instituciones y nuestras leyes. Y ese ha sido nuestro objetivo desde el primer día. Hacer valer, de una vez por todas, la ley y el Estado de Derecho en el conjunto de nuestro territorio.”
Montalvo también celebró los esfuerzos de Haití por documentar a sus nacionales y ofreció el apoyo de la República Dominicana en este proceso.
Además, enfatizó los esfuerzos realizados por la República Dominicana para fortalecer la seguridad en la frontera, con la asignación de 900 efectivos militares más y la dotación de 83 nuevos vehículos (motocicletas, camiones, four-wheels y camionetas), además de la puesta en marcha de nuevas iniciativas enfocadas en combatir los abusos y la corrupción en el corredor fronterizo.
Asimismo, propuso que la Comisión Mixta Bilateral tenga, a partir de este día, el mandato de impulsar de manera sistemática las prioridades de la agenda común entre ambos países. Y, para que pueda cumplir con esa misión, sugirió dotarla de los recursos humanos necesarios y permanentes que aseguren su operatividad.
El ministro de la Presidencia continuó su intervención diciendo que, a pesar de una larga historia de desencuentros entre las dos naciones “que han tenido un altísimo costo tanto en términos humanos como materiales para los dos países”, los intereses reales de la gente común a ambos lados de la frontera constituyen una clara hoja de ruta para seguir avanzando en políticas de buena vecindad.
“En ambas naciones hay millones de personas que quieren más desarrollo, más educación, más salud, más seguridad, mejores trabajos y más oportunidades. (…) Comienza una nueva era en las relaciones dominico-haitianas. Una era de entendimiento y cooperación mutua, que traerá más bienestar y más progreso a ambas naciones”, afirmó Montalvo.
“Creemos y defendemos una República Dominicana cada vez más fuerte, soberana e independiente, de la misma forma en que Haití defiende su fortaleza, independencia y soberanía. Ese es nuestro deseo. Dos naciones libres, capaces dar respuesta a las necesidades de sus pueblos y de colaborar en buena vecindad”, afirmó el ministro.
Finalmente, instó a la comunidad internacional a apoyar los esfuerzos por el fortalecimiento institucional y el desarrollo de ambos países “con el mismo entusiasmo que han mostrado en sus pronunciamientos durante los últimos meses”.
La reunión contó, una vez más, con la presencia de representantes del sector privado de ambos países, así como de observadores internacionales.

#### Comisiones Presidenciales

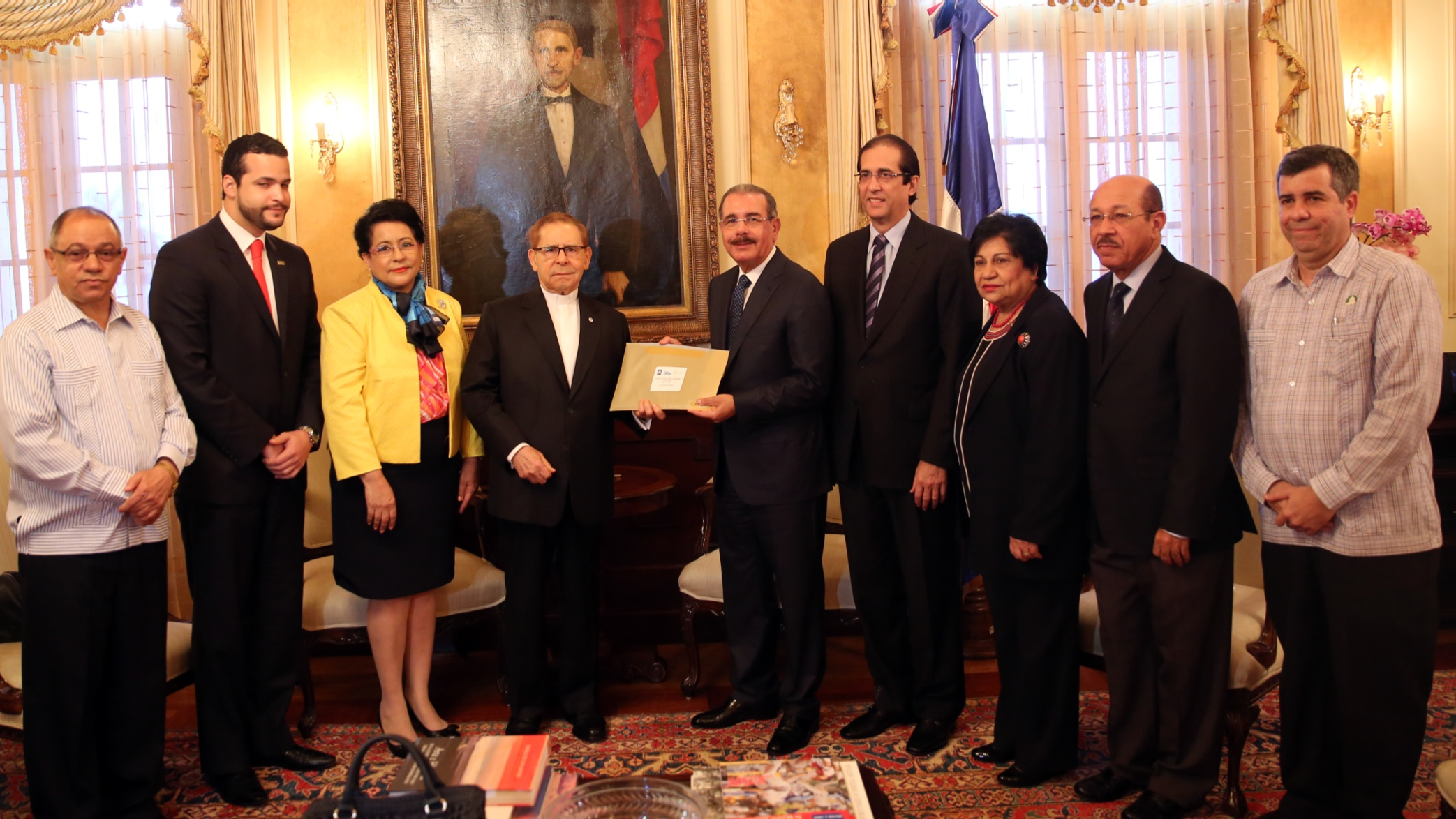
El presidente Danilo Medina y el ministro de la Presidencia Gustavo Montalvo reciben propuesta de Pacto Educativo en el Palacio Nacional

Asimismo, ha estado al frente del Pacto Educativo, y en los procesos de consulta para la reforma al Pacto Eléctrico y  Código Laboral. 
Ha encabezado muchas de las comisiones de carácter permanente instituidas durante la administración del Presidente Medina. Entre otras:
- Comisión Presidencial para el Desarrollo del Mercado Hipotecario y Fideicomiso
- Comisión Permanente de Titulación de Terrenos del Estado
- Comisión para el Manejo de Desastres Naturales
- Comisión Presidencial para la Reforma de la Policía
- Comisión Presidencial de Coordinación para la Ventanilla Única de Inversiones
- Sistema Nacional de Atención a Emergencias y Seguridad (9-1-1)

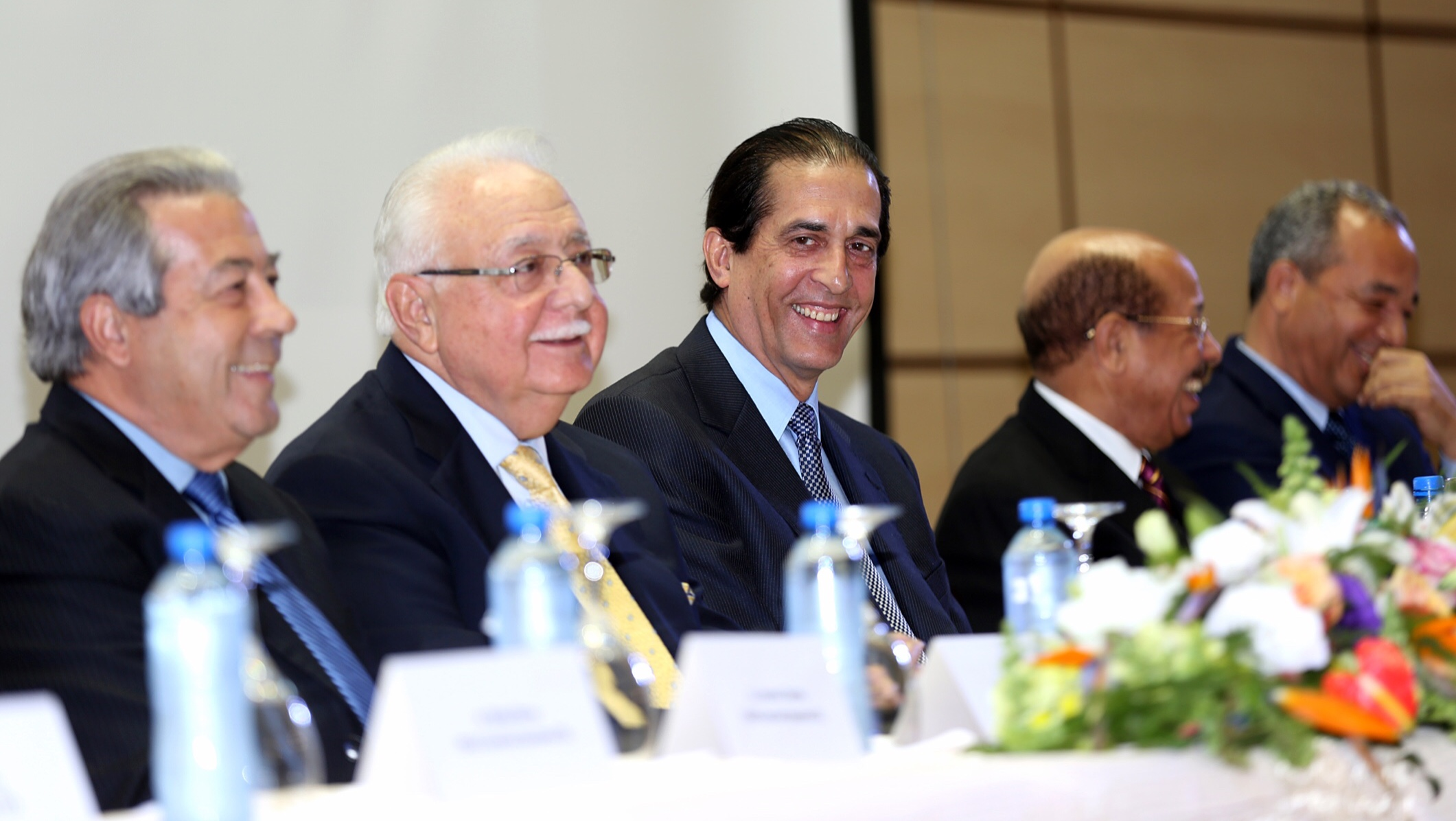
El ministro de la Presidencia Gustavo Montalvo preside el lanzamiento del proceso de consenso para el Pacto Eléctrico

Entre  las comisiones transitorias que ha presidido se pueden mencionar la de reactivación de la actividad agropecuaria, una para evaluar la disponibilidad de crédito para las pymes y aquella que fue creada para adquirir equipos de construcción y agilizar el arreglo de calles y caminos vecinales a nivel nacional. Asimismo, condujo una comisión  para la evaluación de las obras públicas y otra para la asignación de personal militar a funcionarios, civiles y militares. 
Igualmente, ha dirigido personalmente el proceso de formación de diversas comisiones de veeduría ciudadana que se encargan de monitorear la transparencia de todos los procesos de compras y contrataciones de instituciones públicas.

#### 9-1-1
El ministro Montalvo fue encomendado por el presidente Danilo Medina para el diseño e implementación de un sistema de respuesta a emergencias que integrara servicios públicos de salud y seguridad. Desde la transición se concentró en este tema y bajo la dirección del Ministerio de la Presidencia en el verano del 2013 se instituyó y puso en funcionamiento en la capital Santo Domingo, el denominado Sistema Nacional de Atención a Emergencias y Seguridad (9-1-1).
William Henriquez, empresario de Avelock-Hytera, encargados de implementar el sistema 9-1-1, denuncio que fue extorsionado por RD$2.6 millones por Jose Amado Perez bajo instrucciones del ministro Gustavo Montalvo. Según William Henriquez un departamento especializado en la Dirección General de Impuestos tiene como única función el lavado de estos fondos pagados ilegalmente.